# República de Bolívar
República de Bolívar és la denominació que va adoptar l'actual Bolívia, entre l'11 d'agost i el 3 d'octubre de 1825, com el seu primer nom oficial en honor del militar veneçolà Simón Bolívar, per la seva lluita a aconseguir la independència de la corona espanyola, qui es va sentir afalagat al saber que un país portaria el seu nom.
La seva extensió era de 2.363.769 km². Limitava al nord i a l'est amb Brasil, al sud amb Paraguai i les Províncies Unides del Riu de la Plata, i a l'oest amb Xile i el Perú.